# Lac Sherburne
Le lac Sherburne (en anglais : Lake Sherburne) est un lac de barrage américain dans le comté de Glacier, au Montana. Situé à 1 461 mètres d'altitude au sein du parc national de Glacier, il est longé par la Many Glacier Road.